# Multics
Multics bzw. als Abkürzung für Multiplexed Information and Computing Service (deutsch, wörtlich: Gebündelter Informations- und Rechendienst) auch MULTICS, ist ein Betriebssystem für Großrechner.
Aus der Weiterentwicklung des MIT Compatible Time-Sharing System (CTSS) entstand unter der Federführung von Fernando José Corbató, durch seine Arbeiten im Bereich der Multiple Access Computers, Multics. Es wurde ab 1963 in Zusammenarbeit von MIT, General Electric und den Bell Labs von AT&T entwickelt. 1969 zogen sich die Bell Labs aus dem Projekt zurück. Die Entwicklung wurde von der ARPA finanziell gefördert. Das System wurde in der Programmiersprache Early PL/I (EPL) geschrieben, einem Subset von PL/I.
Ab 1969 war das erste Multics-System am MIT verfügbar. Das erste kommerzielle System wurde von Honeywell Information Systems, Inc. auf einer Honeywell 6180 vertrieben, bis 1986 das letzte System installiert wurde. Am 30. Oktober 2000 wurde das letzte noch laufende Multics-System des kanadischen Department of National Defence in Halifax, Kanada heruntergefahren und außer Dienst gestellt.
Die einzige Multics-Installation in Deutschland war von 1984 bis 1991 an der Universität Mainz in Betrieb.
Am 14. November 2007 wurden die Multics-Quelltexte von Bull unter der MIT-Lizenz veröffentlicht. 

## Bedeutung
Multics ist eng verknüpft mit der Entwicklung des Arpanet, aus dem das Internet hervorging, und gilt zudem als Vorläufer von Unix (siehe auch Geschichte von Unix), in dem viele Konzepte aus Multics übernommen wurden.
Der Name Multics beeinflusste zudem den Namen von Unix, das als „Unics“ direkt auf Multics Bezug nahm („Emasculated Multics is Unics“).